# Оливер, Бетти Лу
Бетти Лу Оливер (англ. Betty Lou Oliver; 9 июля 1925 — 24 ноября 1999, Форт-Смит, Арканзас, США) — женщина, выжившая в двух инцидентах в один день, рекордсмен Книги рекордов Гиннеса. Работала лифтёром в небоскрёбе Эмпайр-стэйт-билдинг.
28 июля 1945 года бомбардировщик B-25 ВВС США врезался в здание. Один из его двигателей попал в шахту лифта, повредив систему тросов. Оливер была травмирована, и спасатели поместили её в лифт для эвакуации. Лифт сорвался с креплений и упал с уровня 75 этажа до уровня фундамента, с высоты порядка 300 метров (1000 футов). Оливер осталась жива — сопротивление воздуха в шахте не позволяло падающей кабине развить значительную скорость, а куча тросов, образовавшаяся в нижней части шахты, самортизировала удар в конце падения. Случай с ней был занесён в Книгу рекордов Гиннесса.